# Peperomia clivigaudens
Peperomia clivigaudens är en pepparväxtart som beskrevs av Truman George Yuncker. Peperomia clivigaudens ingår i släktet peperomior, och familjen pepparväxter. Inga underarter finns listade i Catalogue of Life.